# Patrick Steuerwald
Patrick Steuerwald (né le 3 mars 1986 à Wolfach, dans le Bade-Wurtemberg) est un joueur allemand de volley-ball. Il mesure 1,80 m et joue passeur. Il totalise 125 sélections en équipe d'Allemagne.

## Biographie
Il est le frère de Markus Steuerwald, également joueur international allemand de volley-ball.

## Clubs

### Joueur
| Club                      | De        | À         |
| ------------------------- | --------- | --------- |
| VfB Friedrichshafen       | 2003-2004 | 2003-2004 |
| Olympia Berlin            | 2004-2005 | 2004-2005 |
| SCC Berlin                | 2005-2006 | 2005-2006 |
| TSV Unterhaching          | 2006-2007 | 2009-2010 |
| Ombrie Volley             | 2010-2011 | 2010-2011 |
| AZS Politechnika Varsovie | 2011-2012 | 2011-2012 |
| TSV Unterhaching          | 2012-2013 | 2012-2013 |
| Callipo Sport             | 2013-2014 | 2013-2014 |
| Saint-Nazaire VBA         | 2014-2015 | 2014-2015 |
| TSV Herrsching            | 2015-2016 | 2016-2017 |
| United Rhein-Main         | 2017-2018 | 2018-2019 |

### Entraîneur
| Club                            | De        | À         |
| ------------------------------- | --------- | --------- |
| VfB Friedrichshafen (Assistant) | 2019-2020 | 2019-2020 |
| TSV Unterhaching (Assistant)    | 2020-2021 | 2020-2021 |

## Palmarès (en tant que joueur)

### En sélection nationale
- Ligue européenne (1)
  -  : 2009.

### En club
- Challenge Cup
  - Finaliste : 2012.
- Championnat d'Allemagne
  - Finaliste : 2004, 2009, 2010.
  - Troisième : 2006, 2008, 2013, 2018.
- Coupe d'Allemagne (4)
  - Vainqueur : 2004, 2009, 2010, 2013.

### Distinctions individuelles
Néant

## Palmarès (en tant qu'entraîneur)
- Supercoupe d'Allemagne
  - Finaliste : 2019.